# Dariusz Rodewald
Dariusz Rodewald Darek (ur. 28 czerwca 1983 w Lublińcu) – zawodnik sportu motorowego, uczestnik rajdów terenowych.
Wielokrotny uczestnik Dakar, jego trzykrotny zwycięzca (2012, 2016, 2023), dwukrotny zwycięzca Africa Eco Race (2009, 2018). Najbardziej utytułowany rajdowiec z Polski. Członek holenderskiego zespołu wyścigowego Team de Rooy w kategorii ciężarówek. Zawodnik w zespole pełni funkcję mechanika samochodowego i konstruktora samochodu rajdowego. W 2023 roku wygrał swój piąty rajd terenowy. Jechał z zespołem w samochodzie wyczynowym, zbudowanym na bazie Iveco Strator (Iveco PowerStar), z silnikiem turbodiesel o mocy 809 kW i momencie obrotowym 5 MNm. Posiada holenderską licencję zawodniczą.
Rodzinnie pochodzi z Olesna, gdzie uczył się w Zespole Szkół Zawodowych imienia Józefa Lompy, ukończył zasadniczą szkołę zawodową w roku szkolnym 2000/2001 jako mechanik samochodowy i praktykował w warsztacie samochodowym. Mieszkał na Osiedlu Walce. Mieszka w Eindhoven, niedaleko siedziby przedsiębiorstwa transportowego, ze wsi Son w gminie Son en Breugel. Ma żonę i dzieci.

## Video
- Wypowiedź zawodnika po wygraniu rajdu jako pierwszy Polak[15].
- Przejazd zwycięskiego zespołu nr 502 Boss Machinery Dakar/Team De Rooy w 2023 roku[16].